# Strobilanthes imlayae
Strobilanthes imlayae är en akantusväxtart som beskrevs av John Richard Ironside Wood. Strobilanthes imlayae ingår i släktet Strobilanthes och familjen akantusväxter. Inga underarter finns listade i Catalogue of Life.